# 乔治·克卢捷
乔治·克卢捷（法語：George Cloutier，1876年7月16日—1946年4月20日），生于安大略省，加拿大男子棍网球运动员。他曾代表加拿大参加1904年夏季奥林匹克运动会棍网球比赛，获得一枚金牌。